# مصطفى رزق
مصطفى رزق، مغني، ملحن وعازف عود مصري, ولد في 4 سبتمبر 1962 في مدينة إدفو قرب أسوان في جنوب مصر. يعتبر من أبرز أيقونات موسيقى الجاز في ساحة موسيقى الإندي بمصر 

## خلفیته الفنیة
نشأ وتربي مصطفى رزق في منطقة أسوان الغنیة بأشكال متعددة من التراث الموسیقي والشعري الشفاھي والمعماري فقد حضر في طفولته وصباه فعالیات كثیرة من الذكر والغناء الشعبي مثل الكف والسیرة الهلالیة فقد كانت تقام ھذه الإحتفالیات في المنطقة والشارع الذي يسكن به فحضر غناء الشیخ أحمد برين والشیخ عبد النبي الرنان وعاصر الشیخ محمد العجوز ورشاد عبد العال مغني الكف وماقبلهم من المنشدين والمغنیین. كان مصطفي رزق شديد الولع بأغاني الذكر والكف من طفولته وحفظ الكثیر منها وكان يردده. وتعلم في فترة لاحقة الكثیر من الغناء الشرقي و الموشحات والأدوار في مراكز وقصور الثقافة الرسمیة وبعدھا تعلم العزف علي العود.

## خلفيته المهنية
درس مصطفي رزق العمارة بكلیة الفنون الجمیلة بالزمالك جامعة حلوان وتخرج منها سنة 1986, عمل مهندس معماري حر لفترة تمتد من تاريخ التخرج وحتي سنة 1993. عمل مهندس للديكور في السینما في فیلمي المهاجر والمصير مع المخرج يوسف شاهين في الفترة من 1993 وحتي 1997. عمل مهندس معماري بالقرية الفرعونية أنشأ خلالها عدة مباني وأعدھا لتكون متاحف لعصور مختلفة من تاريخ مصر في الفترة من 1998 حتي 2000. بين 2001 و2007 قام بتصمیم عدة مباني بطراز القباب في عدة أماكن من مصر كمرسي علم والخطاطبة وإدفو والقاھرة.

## مسيرته الموسيقية
خلال مسیرته الفنیة عمل مصطفي رزق في البحث عن شكل أكثر تمیزا وامتاعا له في التعبیر عن تجربته الموسیقیة فاتجه لموسیقي الجاز لما لها من صفة عالمیة لاتحصرھا في مكان ولا نوع موسیقي معین وكذلك موسیقي البلوز بحكم وجود تلاقي بینها وبین موسیقي المنطقة التي نشا فیها ومن حیث انها بالاساس موسیقي افريقیة.
في سنة 1998 أسس فرقة الونسة الموسیقیة حيث قدم عدة عروض غنائیة وموسیقیة مع فرقته في أماكن مختلفة منها دار الأوبرا المصرية والمجلس الثقافي البريطاني والمركز الثقافي الفرنسي ومركز الجزويت بالقاھرة والإسكندرية ومهرجان القلعة و ساقية الصاوي وبيت الهراوي ومركز الهناجر حتي عام 2004. شارك بالغناء والتمثیل في عدة أعمال مسرحیة أبرزھا صدي الأصداء للمخرج صبري فواز عن أصداء السیرة الذاتیة لنجيب محفوظ ومسرحیة صبر أيوب إخراج عبد الرحمن الشافعي. قام سنة 2012 بدور المداح وقدم أغنیة في مسلسل الخواجة عبد القادر تألیف عبد الرحيم كمال وإخراج شادي الفخراني. قام سنة 2017 بتلحین وغناء اغنیة في فیلم بعنوان مش رايحين في داهية.
أصدر ألبومه الأول باب اللوق في سنة 2014 لیقدم فیه مجموعة من اغاني مصرية في قالب الجاز والبلوز الذي اشترك معه فیه الشاعر مصطفي الجارحي والموزع الموسیقي أحمد الصاوي. يضم الألبوم مجموعة من الأغنيات: «شفطة بن»، و«صباح الخير»، و«ياللي ماشية ع الطريق» و«مجنون بجد» و«الشوارع»، و«البنت السمرا»، و«العاشق»، و«مبسوط كتير» التي حققت نحو 79 ألف مشاهدة على يوتيوب والأغنية الرئيسية للألبوم والتي صورت على طريقة الفيديو كليب في حي باب اللوق الشعبي وسط القاهرة والتي حققت نجاحا كبيرا بنحو 69 ألف مشاهدة.
في حديث لجريدة «الشرق الأوسط» يقول الفنان مصطفى رزق «ألبوم (باب اللوق) أعتبره وجبة موسيقية دسمة تشبع الوجدان والروح بمزيج موسيقي مختلف، وهذا الألبوم أعتبره بداية مرحلة جديدة في مشروعي الموسيقي الذي بدأته فعليا في نهاية التسعينات، لكن عشقي للغناء بدأ في فترة مبكرة من العمر حيث نشأتي في مدينة إدفو بأسوان، التي تتمتع بتراث موسيقي متميز بحكم موقعها بين قنا والنوبة، فكنت أستمع للأغاني التي تمزج بين الفلكور المصري الصعيدي والتراث النوبي ذي الأصول الأفريقية، والتي أعتقد أن لها الفضل في تكويني الوجداني».
ويقدم من خلال أغانيه نبض الشارع المصري. وتجمع ألحانه ما بين الناي الشرقي والساكسفون، وما بين الربابة والترومبيت، وأوتار العود وأصابع البيانو في مزيج تفتقده الألحان الموسيقية الحالية، فهو يعتمد على أنغام العود الشرقي كما هو في أغنية «شفطة بن»، وعلى الربابة والترومبيت في أغنية «مبسوط كتير» حيث تختلف موسيقاه عن موسيقى البلوز لروبرت جونسون وإيقاعات الجاز لشارلي باركر، ورغم أنها تحمل مفهوم أغاني البلوز التي تحمل الشجن والحنين لكنها كلمات مختلفة وألحان مغايرة لما اعتادته الأذن العربية من موسيقى العديد من نجوم الجاز والبلوز كالمغني الأمريكي لويس أرمسترونج حيث قدم مصطفى رزق أغانيه بهذا المزيج من الأسى والسخرية والذي يظهر جليا في أغنية “حبة وجع” للشاعر الإسكندري محمد السيد، ومن قبلها في أغنية “نطوا بلاطة”، للشاعر الكبير فؤاد حداد.

يقوم حالیا مصطفي رزق بمحاولة لإستكمال ھذه التجربة التي لاقت نجاح بقدر ما لتأكید وجود شكل متطور من أشكال الموسیقي المصرية المعاصرة وذلك بالاشتراك مع مجموعة من الشعراء والموسیقیین المصريین.

## حياته الشخصية
متزوج وأب لثلاثة بنات؛ «فرح»، «كرمة» و«لمى». ككل المصريين وخاصة من لهم جذور صعيدية، كان لدى مصطفى رزق تحفظ على فكرة إنجاب البنات عامة وخاصة عند انجاب زوجته لإبنته الكبرى فرح، لكن بعد تفكير ومراجعة للنفس لفترة وجد وأيقن أن هذا الفكر عقيم وظالم وخالٍ تماما من الإنسانية، وبعد إنجابه لبنتيه كرمة ولمى، وجد أنه لا يوجد أي فرق بين إنجاب الولد أو البنت.

## أبرز أعماله
- باب اللوق
- شفطة بُن
- يلي ماشية عالطريق
- مجنون بجد
- وأنا مروح
- وومن ومان
- أمانة أمانة
- حبة وجع
- مبسوط كتير
- صباح الخير
- نطوا بلاطة
- عيل عبيط